# Raymond-Marie Tchidimbo
Raymond-Marie Tchidimbo, né le 15 août 1920 à Conakry en Guinée française et mort le 26 mars 2011 à Venasque dans le Vaucluse, est un prélat catholique guinéen, appartenant à la Congrégation du Saint-Esprit. 
Archevêque de Conakry de 1962 à 1979, il est le premier évêque autochtone de Guinée et a passé plus de 8 ans dans les geôles du président Ahmed Sékou Touré comme prisonnier politique.

## Biographie

### Famille et jeunesse
Cinquième d’une fratrie de sept enfants, Raymond-Marie Tchidimbo est le fils de Marc Tchidimbo, cuisinier et majordome Vili du clan Boulolo, originaire du Congo-Français, au service de Noël Ballay à Libreville, lieutenant-gouverneur du Gabon (1886-1889), puis gouverneur des Rivières du Sud (ancien nom de la Guinée à l’époque) (1890-?) et de Marie Élisabeth Curtis, une mère métisse guinéo-américaine (Nalu - peuple côtier). L'ancêtre des Curtis est Benjamin Curtis Sr. un négociant parti de Boston en 1794 vers la région de l'estuaire de la rivière Pongo, près de Boffa. 
Très proche de certaines familles africaines, le gouverneur Ballay convainc son cuisinier Marc et son cousin Louis Pouati, tailleur, père de son cousin Jean-Marie Pouati, de le suivre à Conakry,.
Prénommé Raymond en l'honneur du premier vicaire apostolique de Guinée, Raymond-René Lerouge, il est baptisé le soir même de sa naissance en l'église paroissiale de Sainte Marie.
Au cours de sa paisible enfance à Conakry, il côtoie Albert Johnson, Joseph Gomez, Jean et Benjamin Lawrence, Guillaume Pathé, futur "prélat de sa sainteté" (2 août 1906, Boké - 5 avril 1974, Conakry), Richard Fowler, Alfred Ndièye et Jean-Marie Pouati, ses deux cousins. Pour la plupart, ces enfants sont issus de familles métisses afro-européennes. Guillaume Pathé, Richard Fowler et Jean-Marie Pouati, feront plus tard partie de la famille ecclésiastique de Guinée, le premier comme premier prêtre de Guinée ordonné en 1939, le second, comme vicaire général de la curie diocésaine de Conakry et le troisième comme moine trappiste de Sebikotane, missionnaire, incardiné au diocèse de Brazzaville. Ce dernier est également l'oncle maternel de Louis Portella Mbuyu, évêque de Kinkala depuis 2001.

### Études en théologie, ordination et première mission
Raymond-Marie Tchidimbo, entre le 6 octobre 1929 au séminaire mineur de Dixinn, petit village de pêcheurs. Il y fait ses études primaires et secondaires.
Il est mobilisé dans les Forces Françaises Libres en 1941, lors de la Seconde Guerre mondiale. Démobilisé en 1945, il intègre le Grand séminaire de Sébikotane au Sénégal, de janvier 1946 à juillet 1948, estimant que les études n’étaient pas assez approfondies à Dixinn. Il y rencontre l'abbé Hyacinthe Thiandoum avec qui, il se lie d'amitié.
Découvrant la spiritualité du Père François Libermann, il demande à entrer dans la Congrégation du Saint-Esprit. Il fait son noviciat en France et termine ses études de théologie au Séminaire des Missions de Chevilly-Larue. Sa profession de foi est effectuée le 9 octobre 1949 et il reçoit son diaconat des mains de Jean-Baptiste Fauret le 1er juillet 1951. Raymond-Marie est ordonné prêtre le 7 octobre 1951 à Chevilly,.
Raymond-Marie Tchidimbo C.S.Sp. est d'abord chargé de la direction de l'école primaire de Faranah, avant d'être affecté à Dabadougou, dans la préfecture apostolique de Kankan, de 1952 à 1956.
En octobre 1954, il est tour à tour professeur à l’École normale de Dabadougou et responsable de la paroisse de Kankan, de la direction des Œuvres et quelques responsabilités matérielles, trois ans plus tard. Il a le souci de sensibiliser ses confrères à l’évolution irrésistible de l’Afrique en organisant des conférences pour la formation des chrétiens, en particulier sur le plan social. Ses relations avec quelques figures émergentes de la société guinéenne (partis politiques, syndicats...), dont Sékou Touré, le rendent suspect auprès de l’administration coloniale française, son courrier sera alors surveillé.
En 1957, après la démission du préfet apostolique de Kankan, pendant un an, il devient administrateur apostolique. En octobre 1960, le Père Tchidimbo revient à Conakry en tant que vicaire général de l’archidiocèse auprès de Gérard de Milleville ; il est particulièrement chargé des relations avec le gouvernement.

### Évêque et archevêque de Conakry
À la suite de l'expulsion de Gérard de Milleville, le 26 août 1961, en représailles de sa lettre de protestation au lendemain de la nationalisation de toutes les écoles privées par le président Ahmed Sékou Touré, le Père Tchidimbo devient administrateur de l’archidiocèse. 
Le 10 mars 1962, le pape Jean XXIII le nomme archevêque de Conakry. La consécration épiscopale a lieu à Conakry, le 31 mai 1962 avec Hyacinthe Thiandoum, archevêque de Dakar comme consécrateur principal et Bernardin Gantin, archevêque de Cotonou ; Bernard Yago archevêque d'Abidjan comme co-consécrateurs. Le Président Sékou Touré assiste personnellement à cette grande première pour la Guinée.
En devenant, à 42 ans, le tout premier prélat africain de Guinée, le Pape le charge de renouer le dialogue avec le leader guinéen. Il devient par ailleurs président de la Conférence épiscopale de Guinée de 1970 à 1979.
Les débuts semblent prometteurs entre les deux, mais Sékou Touré attend de l’archevêque de Conakry qu’il s’aligne sur les directives de son parti.

## Prisonnier de Sékou Touré
Le 1er mai 1967, Sékou Touré donne un préavis d’un mois à tous les missionnaires occidentaux afin de quitter le territoire national. L'objectif visé est de contraindre le clergé à une africanisation de l'Église catholique guinéenne. Le nonce apostolique avec siège à Dakar, Giovanni Benelli est informé de la situation préoccupante. Lui et le cardinal Paul Zoungrana, archevêque de Ouagadougou, engagent des pourparlers. A la fin du mois de mai, les expulsions de 170 religieux sont effectives malgré tout.
Un plan de remplacement par des prêtres et religieuses africains est organisé par les évêques, y compris à Conakry. Mais un premier groupe est bloqué à l'aéroport de Conakry, au prétexte que ces personnes étaient entrées sans visa. 
Raymond-Marie Tchidimbo se démène pour débloquer la situation. En face, le chef de l’État ne daigne même pas le recevoir, après une demande d'audience; les relations se limitant à des échanges épistolaires. 
La tension monte d'un cran, lorsqu'un prêtre guinéen, Gomez et un autre sénégalais, l'abbé Pierre Sock, se désolidarisent du clergé pour se rapprocher du pouvoir en place. Raymond-Marie Tchidimbo proteste vigoureusement et riposte en remettant le second à la disposition de son diocèse d’origine au Sénégal, provoquant ainsi le courroux du président. Supportant de moins en moins, les velléités contradictoires de l'archevêque, Sékou Touré, par l'intermédiare de son parti unique créée alors un Comité des Catholiques de Guinée qui cherchera à mettre en accusation Raymond-Marie Tchidimbo et à le faire démissionner,. 
Plusieurs des proches du prélat lui suggèrent de quitter la Guinée; projet balayé d'un revers de la main par Raymond-Marie Tchidimbo qui précise:

« Tout évêque a eu à jurer la veille de son ordination de rester fidèle à son poste quoiqu’il advienne. »

— Raymond-Marie Tchidimbo, 
Le 2 décembre 1970, il prévient le pape Paul VI de son imminente arrestation, précisant qu'il ne quitterait la Guinée que sur ordre exprès du souverain pontife.
En novembre 1970, il est accusé de faire partie du complot « coup de main portugais » pour intelligence avec l'ennemi. Il est alors incarcéré et condamné à la peine capitale, le 23 décembre 1970, après un simulacre de procès, tout d'abord au camp Alpha Yaya puis au célèbre et funeste camp militaire Boiro, où il sera retenu prisonnier pendant huit ans, durant lesquels il sera, humilié, torturé et condamné à mort. C'est l'intervention de l'ambassadeur soviétique en Guinée qui permettra de commuer sa sentence en détention à perpétuité,. Le motif retenu sera alors un trafic de devises. 
Sa cousine religieuse, Mère Louis Curtis, réussira à lui faire passer un peu de ravitaillement et de quoi célébrer la messe. 
Puis, après de longues tractations entreprises par le Vatican, le président et pasteur baptiste libérien William Richard Tolbert,,, , et André Lewin, l’ambassadeur de France en Guinée, Raymond-Marie Tchidimbo est libéré le 7 août 1979 et expulsé vers Monrovia, puis qu'il qitte pour Rome. Quelques jours plus tard, il est reçu par le pape Jean-Paul II dans le palais pontifical de Castel Gandolfo. Les deux personnalités ont en commun, au péril de leur vie, d’avoir tenu tête au totalitarisme. 
Il faudra plusieurs mois au prélat pour refaire sa santé et évacuer les cauchemars de la prison. 
Il dira de son ancien ami Sékou Touré, qu'il était un grand malade psychique qui s'ignorait, un authentique paranoïaque, un hystérique qui savait donner le change. 
Quelque temps plus tard, Rome nomme deux évêques, Robert Sarah à Conakry et Philippe Kourouma à Nzérékoré.

## La vie après le bagne
En 1984, nommé au Conseil pontifical de la famille (dicastère pour les laïcs, la famille et la vie, dicastère pour la communication), le prélat sillonne le monde pendant plusieurs années, à présider des réunions, donner des conférences. Après plusieurs années au Vatican, entre 1979 et 1992, il prend sa retraite dans l'archidiocèse d’Avignon, à l'Institut Notre-Dame de Vie.
L'écriture qui a fait partie intégrante de sa guérison, lui a permis au travers ses droits d'auteur, de se faire construire une petite villa dans le sud de la France, dans le village de Saint-Didier dans le Vaucluse, non loin de Venasque, pour y passer la dernière partie de sa vie.
Malgré ses multiples ennuis de santé, il atteint le vénérable âge de 90 ans. Il meurt à Venasque le 26 mars 2011.
En respect de ses dernières volontés, il est inhumé le 2 avril 2011 en la cathédrale Sainte-Marie de Conakry.

## Publications
- Raymond-Marie Tchidimbo, L'homme noir dans l'Église, Paris, Présence africaine, 1963
  - (es) Raimundo María Tchidimbo, El hombre negro frente al cristianismo, Madrid, Ediciones Combonianas, 1964
- Raymond-Marie Tchidimbo, Mon père et ma mère, Paris, Le Sarment, 1985
- Raymond-Marie Tchidimbo, La Famille chrétienne, Paris, Le Sarment - Fayard - Vitry Imprimeries du Marval, 1986
- Raymond-Marie Tchidimbo, Noviciat d'un évêque texte imprimé : huit ans et huit mois de captivité sous Sekou Touré, Paris, Fayard, 1987
- Raymond-Marie Tchidimbo, La Dame de ma vie, Paris, Fayard, 1991